# I am Just Feeling Alive
「I am Just Feeling Alive」（アイ・アム・ジャスト・フィーリング・アライブ）は、UMI☆KUUNの1枚目のシングル。2015年10月28日にビーイングから発売された。

## 解説
UMI☆KUUNの作品としてはデビュー作となった本作は、表題曲がTBSのテレビアニメ『ヤング ブラック・ジャック』のオープニング・テーマに、カップリング曲が『Japan Expo』オフィシャルトリビュートソングにそれぞれ起用された。
通常盤とDVD付き初回限定盤の2形態でリリース。特に初回限定盤のジャケットは、『ヤング ブラック・ジャック』の主人公である間黒男にUMI☆KUNNが扮している。また、ミュージックビデオではアニメの1シーンをモチーフにしたフルヌードをUMI☆KUNNが披露している。

## 収録曲
1. I am Just Feeling Alive
作詞：UMI☆KUUN / 作曲・編曲：徳永暁人
2. HELLO BABY
作詞：UMI☆KUUN、イワツボコーダイ / 作曲：Naoki Itai、イワツボコーダイ / 編曲：Soma Genda、Naoki Itai